# ShareLaTeX
ShareLaTeXはオンラインで使用できるLaTeXエディタで、リアルタイムの共同制作や、PDF形式に変換することが可能なWebサービスである。
他のLaTeXエディタと違い、ShareLaTeXはサーバベースのアプリケーションであり、Webブラウザを通じて利用される。公に管理されているShareLaTeXのインスタンスはhttps://www.sharelatex.comで利用可能であり、個人のインスタンスを実行するソフトウェアはオープンソースライセンスの下で入手可能である。
2017年7月20日、ShareLaTeXはOverleafによって買収された。

## 特徴
このサイトはフリーミアム価格設定モデルに準拠しており、Free Hosted AccountsとShareLaTeXのオープンソース版には次の機能が含まれている。
- プロジェクトの私用または公開
- 共著者間の同期（プロジェクトあたり最大2人の共著者）[5]
- スペルチェック
- 1クリックによるPDFへのコンパイル

有料プランには追加機能が含まれる：
- トラッキングの変更
- Dropboxへの同期
- GitHubへの同期
- 文書の履歴
- 3人以上の共著者（人数の範囲は選択したプランに応じる）

## 技術的構造
ShareLaTeXは、WebフロントエンドとNode.js上で実行するサーバーがCoffeeScriptで書かれており、データベースとしてMongoDBとRedisを使用。
ShareLaTeXはR言語に統合することができる。これはKnitrパッケージに統合されている。 

## 類似サービス
- Overleaf
- Cloud LaTeX